# Champions du monde de Scrabble duplicate par catégorie d'âge
Différents titres par catégories d'âges sont attribués lors du tournoi Elite (duplicate individuel) des Championnats du monde de Scrabble francophone : Cadet (moins de 16 ans, depuis 1981), Junior (moins de 18 ans de 1977 à 1980, puis 16-18 ans à partir de 1981), Espoir (18-25 ans, à partir de 2006), Vermeil (plus de 60 ans de 1995 à 2002, 60-69 ans de 2003 à 2011, 61-70 ans en 2012, 62-71 ans en 2013), Diamant (70 ans et plus de 2003 à 2011, 71 ans et plus en 2012, 72 ans et plus en 2013).
Plusieurs champions du monde Cadet et Junior sont devenus par la suite champion du monde toutes catégories, notamment Antonin Michel, Aurélien Kermarrec, Philippe Bellosta et Jean-François Lachaud.

## Palmarès

### Cadet
La catégorie Cadet (moins de 16 ans) a été créée en 1981, lors des championnats du monde de Bruxelles. Elle englobe les catégories de joueurs plus jeunes, Benjamin et Poussin.
| Année | Vainqueur              | Pays     |
| ----- | ---------------------- | -------- |
| 1981  | Jean-Philippe Viseux   | France   |
| 1982  | Jean-Philippe Viseux   | France   |
| 1983  | Rémy Laguay            | France   |
| 1984  | Dino Barnabé           | Québec   |
| 1985  | Bruno Tokarski         | France   |
| 1986  | Nicolas Grellet        | France   |
| 1987  | Antonin Michel         | France   |
| 1988  | Antonin Michel         | France   |
| 1989  | Antonin Michel         | France   |
| 1990  | Antonin Michel         | France   |
| 1991  | Antonin Michel         | France   |
| 1992  | Antonin Michel         | France   |
| 1993  | Cédric Van Den Borren  | Belgique |
| 1994  | Kevin Sohet            | France   |
| 1995  | Jérôme Kollmeier       | France   |
| 1996  | Guillaume Fortin       | Québec   |
| 1997  | Jérôme Kollmeier       | France   |
| 1998  | Jérôme Kollmeier       | France   |
| 1999  | Mélodie Felez          | France   |
| 2000  | Alain Dubreuil         | France   |
| 2001  | Hugo Delafontaine      | Suisse   |
| 2002  | Hugo Delafontaine      | Suisse   |
| 2003  | Hugo Delafontaine      | Suisse   |
| 2004  | Antoine Stehle         | France   |
| 2005  | Julien Dubreuil        | France   |
| 2006  | Julien Dubreuil        | France   |
| 2007  | Simon Barbier          | France   |
| 2008  | Kévin Meng             | Suisse   |
| 2009  | Kévin Meng             | Suisse   |
| 2010  | Jean-Baptiste Dreveton | France   |
| 2011  | Gaston Jean-Baptiste   | France   |
| 2012  | Simon Valentin         | France   |
| 2013  | Erwan Bernard          | France   |
| 2014  | Erwan Bernard          | France   |
| 2015  | Corentin Tournedouet   | France   |
| 2016  | Corentin Tournedouet   | France   |
| 2017  | Raphaël Allagnat       | France   |
| 2018  | Jérôme Guérel          | France   |
| 2019  | Hugo Andrieu           | France   |
| 2020  | -                      | -        |
| 2021  | Alexis Allagnat        | France   |
| 2022  | Hugo Andrieu           | France   |
| 2023  | Eric Bonnot            | France   |
| 2024  | Eric Bonnot            | France   |

### Junior
La catégorie Junior (16 à 18 ans) a été créée en 1977, lors des championnats du monde d'Aix-les-Bains.
| Année | Vainqueur              | Pays     |
| ----- | ---------------------- | -------- |
| 1977  | Claude Del             | France   |
| 1978  | Eddy Clauwaert         | Belgique |
| 1979  | Éric Lavigne           | Belgique |
| 1980  | Éric Lavigne           | Belgique |
| 1981  | Christian Labye        | Belgique |
| 1982  | Bruno Bloch            | France   |
| 1983  | Jean-François Lachaud  | France   |
| 1984  | Philippe Bellosta      | France   |
| 1985  | Bruno Cohen-Bacrie     | France   |
| 1986  | Hughes Damry           | Belgique |
| 1987  | Hughes Damry           | Belgique |
| 1988  | Vicheth Suong          | France   |
| 1989  | Vicheth Suong          | France   |
| 1990  | Éric Mazoyer           | France   |
| 1991  | Aurélien Kermarrec     | France   |
| 1992  | Aurélien Kermarrec     | France   |
| 1993  | Aurélien Kermarrec     | France   |
| 1994  | Antonin Michel         | France   |
| 1995  | Antonin Michel         | France   |
| 1996  | Simon Lambert          | Belgique |
| 1997  | Guillaume Fortin       | Québec   |
| 1998  | Olivier Gaston         | France   |
| 1999  | Olivier Gaston         | France   |
| 2000  | Jérôme Kollmeier       | France   |
| 2001  | Eugénie Michel         | France   |
| 2002  | Alain Dubreuil         | France   |
| 2003  | Romain Santi           | France   |
| 2004  | Hugo Delafontaine      | Suisse   |
| 2005  | Hugo Delafontaine      | Suisse   |
| 2006  | Hugo Delafontaine      | Suisse   |
| 2007  | Francis Desjardins     | Québec   |
| 2008  | Francis Desjardins     | Québec   |
| 2009  | Francis Desjardins     | Québec   |
| 2010  | Kévin Meng             | Suisse   |
| 2011  | Samson Tessier         | France   |
| 2012  | Kévin Meng             | Suisse   |
| 2013  | Jean-Baptiste Dreveton | France   |
| 2014  | Gaston Jean-Baptiste   | France   |
| 2015  | Neil Clow              | France   |
| 2016  | Simon Valentin         | France   |
| 2017  | Gauthier Houillon      | France   |
| 2018  | Corentin Tournedouet   | France   |
| 2019  | Logan Michiels         | Belgique |
| 2020  | -                      | -        |
| 2021  | Nicolas Beaufort       | France   |
| 2022  | Alexis Allagnat        | France   |
| 2023  | Alexis Allagnat        | France   |
| 2024  | Félix Cloutier         | Québec   |

### Espoir
La catégorie Espoir (19 à 25 ans) a été créée en 2006, lors des championnats du monde de Tours. En 2011 et 2012, le vainqueur de cette catégorie était également vainqueur du championnat du monde.
| Année | Vainqueur            | Pays     |
| ----- | -------------------- | -------- |
| 2006  | Mactar Sylla         | Sénégal  |
| 2007  | Louis Eggermont      | Belgique |
| 2008  | Louis Eggermont      | Belgique |
| 2009  | Hugo Delafontaine    | Suisse   |
| 2010  | Romain Santi         | Belgique |
| 2011  | Francis Desjardins   | Québec   |
| 2012  | David Bovet          | Suisse   |
| 2013  | David Bovet          | Suisse   |
| 2014  | Francis Desjardins   | Québec   |
| 2015  | David Bovet          | Suisse   |
| 2016  | Francis Desjardins   | Québec   |
| 2017  | Samson Tessier       | France   |
| 2018  | Gaston Jean-Baptiste | France   |
| 2019  | Samson Tessier       | France   |
| 2020  | -                    | -        |
| 2021  | Gaston Jean-Baptiste | France   |
| 2022  | Gauthier Houillon    | France   |
| 2023  | Corentin Tournedouet | France   |
| 2024  | Gauthier Houillon    | France   |

### Vermeil
La catégorie Vermeil (à l'origine, plus de 60 ans) a été créée en 1995, lors des championnats du monde d'Ovronnaz. De 2011 à 2015, le passage dans cette catégorie s'effectue chaque année un an plus tard, pour s'établir progressivement à 64 ans.
| Année | Vainqueur             | Pays     |
| ----- | --------------------- | -------- |
| 1995  | Pierre Éracle         | Suisse   |
| 1996  | Jean Denouël          | France   |
| 1997  | Jean Denouël          | France   |
| 1998  | Andrée Mengelle       | France   |
| 1999  | Jacques Delannoy      | France   |
| 2000  | Jacques Delannoy      | France   |
| 2001  | Philippe Diringer     | France   |
| 2002  | Georges Lavigne       | Belgique |
| 2003  | Philippe Diringer     | France   |
| 2004  | Philippe Diringer     | France   |
| 2005  | Alain Viseux          | France   |
| 2006  | Robert Springer       | France   |
| 2007  | Françoise Bury        | Belgique |
| 2008  | Philippe Diringer     | France   |
| 2009  | Jean-François Bescond | France   |
| 2010  | Guy Delore            | France   |
| 2011  | Guy Delore            | France   |
| 2012  | Guy Delore            | France   |
| 2013  | Françoise Bury        | Belgique |
| 2014  | Guy Delore            | France   |
| 2015  | Guy Delore            | France   |
| 2016  | Michel Onillon        | France   |
| 2017  | Guy Delore            | France   |
| 2018  | Franck Delol          | France   |
| 2019  | Guy Delore            | France   |
| 2020  | -                     | -        |
| 2021  | Guy Delore            | France   |
| 2022  | Guy Delore            | France   |
| 2023  | Christian Pierre      | Belgique |
| 2024  | Dominique Le Fur      | France   |

### Diamant
La catégorie Diamant (à l'origine, plus de 70 ans) a été créée en 2003, lors des championnats du monde de Liège. De 2011 à 2015, le passage dans cette catégorie s'effectue chaque année un an plus tard, pour s'établir progressivement à 74 ans.
En 2013, en application des règlements de la FISF, le titre n'est pas attribué car il n'y avait que deux compétiteurs dans cette catégorie, alors qu'un minimum de six était requis.
| Année | Vainqueur         | Pays     |
| ----- | ----------------- | -------- |
| 2003  | Alain Hillard     | France   |
| 2004  | Jean Denouël      | France   |
| 2005  | Jean Denouël      | France   |
| 2006  | Roland Blatter    | Suisse   |
| 2007  | Jean Denouël      | France   |
| 2008  | Jean Champagne    | Belgique |
| 2009  | Jean Denouël      | France   |
| 2010  | Bernard Grellet   | France   |
| 2011  | Bernard Grellet   | France   |
| 2012  | Bernard Grellet   | France   |
| 2013  | Pierre Eracle     | Suisse   |
| 2014  | Bernard Grellet   | France   |
| 2015  | Philippe Diringer | France   |
| 2016  | Guy Demey         | Belgique |
| 2017  | Gilbert Cerf      | France   |
| 2018  | Alain Baumann     | France   |
| 2019  | Philippe Diringer | France   |
| 2020  | -                 | -        |
| 2021  | Robert Springer   | France   |
| 2022  | Robert Springer   | France   |
| 2023  | Guy Delore        | France   |
| 2024  | Françoise Bury    | Belgique |